# Kilian Le Blouch
Kilian Le Blouch (Clamart, 7 ottobre 1989) è un judoka francese.
Ha partecipato alle Olimpiadi di Rio de Janeiro 2016 gareggiando nei 66 kg.

## Palmarès
- Europei

Praga 2020: bronzo nei 66 kg.
- Giochi europei

Minsk 2019: bronzo nella gara a squadre miste.
- Europei Under-23

Tjumen' 2011: bronzo nei 66 kg.

### Vittorie nel circuito IJF
| Data          | Località     | Paese  | Categoria  |
| ------------- | ------------ | ------ | ---------- |
| 15 marzo 2019 | Ekaterinburg | Russia | Grand Slam |